# Djené Dakonam
Djené Dakonam Ortega (Dapaong, 31 december 1991) is een Togolees voetballer die doorgaans als rechtsback speelt. Hij verruilde Sint-Truiden in juli 2017 voor Getafe CF. Dakonam debuteerde in 2012 in het Togolees voetbalelftal.

## Clubcarrière
Dakonam verruilde in juli 2011 het Beninese Tonnerre d'Abomey voor het Kameroense Cotonsport Garoua, vanwaar hij in oktober 2014 vertrok naar AD Alcorcón terecht. Daarvoor speelde hij in twee seizoenen 59 competitieduels in de Segunda División. Dakonam tekende in juli 2016 een vierjarig contract bij Sint-Truiden. Hiervoor debuteerde hij op 30 juli 2016 in de Eerste klasse, tegen Lokeren. Hij speelde de volledige wedstrijd, die Sint-Truiden won met 1–0 dankzij een doelpunt van Nick Proschwitz. Dakonam speelde een seizoen in België voordat hij in juli 2017 vertrok naar Getafe CF, waarvoor hij debuteerde in de Primera División.

## Clubstatistieken
| Seizoen         | Club              | Land            | Competitie         | Competitie | Competitie | Beker | Beker | Supercup | Supercup | Europees | Europees | Totaal | Totaal |
| Seizoen         | Club              | Land            | Competitie         | Wed.       | Dlp.       | Wed.  | Dlp.  | Wed.     | Dlp.     | Wed.     | Dlp.     | Wed.   | Dlp.   |
| --------------- | ----------------- | --------------- | ------------------ | ---------- | ---------- | ----- | ----- | -------- | -------- | -------- | -------- | ------ | ------ |
| 2014/15         | AD Alcorcón       | Vlag van Spanje | Segunda División   | 24         | 1          | —     | —     | —        | —        | —        | —        | 24     | 1      |
| 2015/16         | AD Alcorcón       | Vlag van Spanje | Segunda División   | 35         | 0          | —     | —     | —        | —        | —        | —        | 35     | 0      |
| 2016/17         | Sint-Truidense VV | Vlag van België | Jupiler Pro League | 19         | 0          | 1     | 0     | —        | —        | —        | —        | 20     | 0      |
| 2017/18         | Getafe CF         | Vlag van Spanje | Primera División   | 36         | 1          | —     | —     | —        | —        | —        | —        | 36     | 1      |
| 2018/19         | Getafe CF         | Vlag van Spanje | Primera División   | 34         | 0          | 4     | 0     | —        | —        | —        | —        | 38     | 0      |
| 2019/20         | Getafe CF         | Vlag van Spanje | Primera División   | 34         | 0          | 1     | 0     | —        | —        | 7        | 0        | 42     | 0      |
| 2020/21         | Getafe CF         | Vlag van Spanje | Primera División   | 34         | 0          | 2     | 0     | —        | —        | —        | —        | 36     | 0      |
| 2021/22         | Getafe CF         | Vlag van Spanje | Primera División   | 35         | 0          | —     | —     | —        | —        | —        | —        | 35     | 0      |
| 2022/23         | Getafe CF         | Vlag van Spanje | Primera División   | 17         | 0          | 3     | 0     | —        | —        | —        | —        | 20     | 0      |
| Carrière totaal | Carrière totaal   | Carrière totaal | Carrière totaal    | 268        | 2          | 11    | 0     | 0        | 0        | 7        | 0        | 286    | 2      |

Bijgewerkt op 2 februari 2023.

## Interlandcarrière
Dakonam debuteerde op 8 september 2012 in het Togolees voetbalelftal, in een interland tegen Gabon. Hij maakte deel uit van de Togolese ploeg op onder meer het Afrikaans kampioenschap 2013 en het Afrikaans kampioenschap 2017.